# 阿拉丁星圖

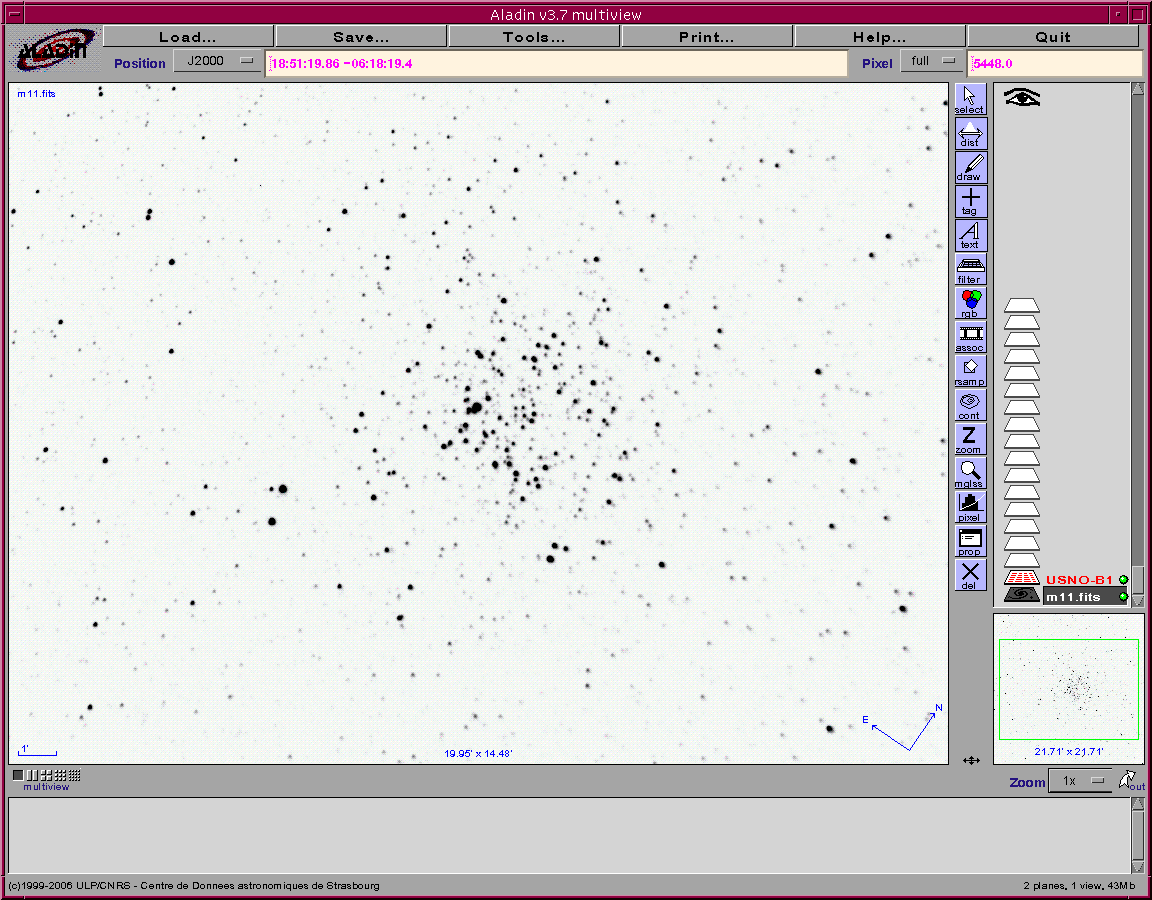
阿拉丁星圖的一個畫面截圖，顯示出一個星團。

阿拉丁星圖是一個允許使用著視覺化的一個數位化互動天文星圖，從天文星表或資料庫添加條目或影像，並以對話模式訪問關的資料和資訊:SIMBAD、VizieR服務和所有以隻來源的其它檔案。
創建於1999年，阿拉丁已經成為一種廣泛使用的虛擬天文台入口能夠處理挑戰，如定位感興趣的資料、訪問和探索分散的多波段資料、視覺化資料的蒐集。 遵守現有或新出現的虛擬天文台標準，互動與其它視覺化或分析工具，以方便比較異構資料是關鍵主題，允許阿拉丁有功能強大的資料探索和集成工具，以及科學發展、創作條件。
阿拉丁由斯特拉斯堡天文資料中心發展和維護，並依據GNU通用公共授權條款 V3授權
。

## 外部連結
- The Aladin Sky Atlas home page （页面存档备份，存于）
- F. Bonnarel;  et al. . Astronomy & Astrophysics. 2000, 143: 33–40. Bibcode:2000A&AS..143...33B. doi:10.1051/aas:2000331.